# Wespennest in Angola

De ligging van Angola in Zuidelijk Afrika.

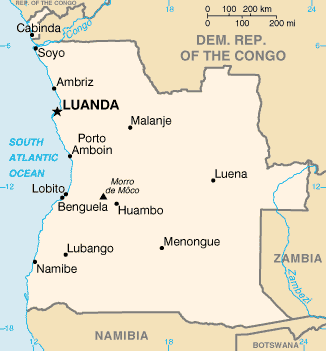
Een detailkaart van Angola met aan de westkust de hoofdstad Luanda.

Wespennest in Angola is een spionageroman van auteur Gérard de Villiers en is het 37e deel uit de S.A.S.-reeks met als protagonist de Oostenrijkse prins en freelance CIA-agent Malko Linge.

## Het verhaal
Malko wordt door de CIA naar Angola gezonden om de Amerikaanse belangen te behartigen. Het land verkeert in volkomen chaos. Er woedt een hevige onafhankelijkheidsoorlog met Portugal. Verschillende facties strijden voor onafhankelijkheid en vormen een waar wespennest en elke factie heeft zo zijn belangen... 

Malko moet zien te voorkomen dat het communisme voet aan de grond krijgt in Angola. Dit kan slechts op één manier: het verenigen van de Amerikaans gezinde facties en deze aan de macht brengen.
Zal Malko dit ticket naar de hel overleven? Malko krijgt deze keer de helpende hand van Edouarda, een wellustige halfbloedje.

## Personages
- Malko Linge, een Oostenrijkse prins en CIA-agent;
- Edouarda, een halfbloedje.